# Giovanni Ziggiotto
Giovanni Ziggiotto (fälschlicherweise auch Zigiotto; * 22. Juli 1954 in Salussola, Italien; † 29. Juni 1977 in Rijeka, Jugoslawien) war ein italienischer Motorradrennfahrer.

## Karriere
Giovanni Ziggiotto stammte aus Salussola im Piemont und lebte in Ivrea, wo er eine Motorradwerkstatt betrieb. Im Jahr 1972 begann er mit dem Motorradsport, 1975 sowie 1976 gewann er die italienische 50-cm³-Juniorenmeisterschaft und 1976 außerdem auch die nationale 50-cm³-Bergmeisterschaft.
1977 trat Ziggiotto erstmals in der Motorrad-Weltmeisterschaft an. Er startete auf einer von den Mainini-Brüdern eingesetzten Morbidelli in der 125-cm³-Klasse und belegte bei den ersten beiden Rennen in Deutschland und Spanien jeweils den vierten Platz. In Frankreich wurde er Sechster. Da sein Team nicht am folgenden Großen Preis von Jugoslawien in Opatija teilnahm und Ziggiotto in der nächsten Saison in die größeren Klassen wechseln wollte, entschied sich der Italiener, ein Angebot des Schweizer Elit-Teams anzunehmen und in der 250-cm³-Klasse auf einer Harley-Davidson anzutreten.

### Tödlicher Unfall
Bereits vor der Durchführung des Grand Prix hatte die FIM vom Veranstalter gefordert, die Sicherheitsstandards der Strecke zu erhöhen, um zukünftig weiter WM-Laufe austragen zu dürfen.
Am Samstag, dem 18. Juni 1977, in Training der Viertelliterklasse, trat an Giovanni Ziggiottos Harley-Davidson ein Kolbenklemmer auf, der zu einem Sturz führte. Der nachfolgende Schwede Per-Edvard Carlsson konnte nicht mehr ausweichen und überrollte ihn. Der Italiener wurde schwer verletzt in ein Krankenhaus nach Rijeka, wo er elf Tage später, am 29. Juni, 22-jährig verstarb.
An diesem Rennwochenende verunglückte neben Ziggiotto auch der Schweizer Ulrich Graf tödlich, außerdem gab es insgesamt 19 Verletzte. Aufgrund dieser Vorkommnisse wurde der Große Preis von Jugoslawien ab der folgenden Saison im Automotodrom Grobnik im nahegelegenen Rijeka ausgetragen.
Die Mainini-Brüder, für die der Italiener eigentlich startete, erfuhren von Ziggiottos Unfall aus der Zeitung und glaubten, da sie nichts vom Angebot des Elit-Teams gewusst hatten, dass es sich um einen Fehler handeln musste.

## Statistik in der Motorrad-Weltmeisterschaft
| Saison | Klasse  | Motorrad   | Rennen | Podien | Punkte | Ergebnis |
| ------ | ------- | ---------- | ------ | ------ | ------ | -------- |
| 1977   | 125 cm³ | Morbidelli | 3      | –      | 21     | 12.      |